# Älvsnabben (färjelinje)

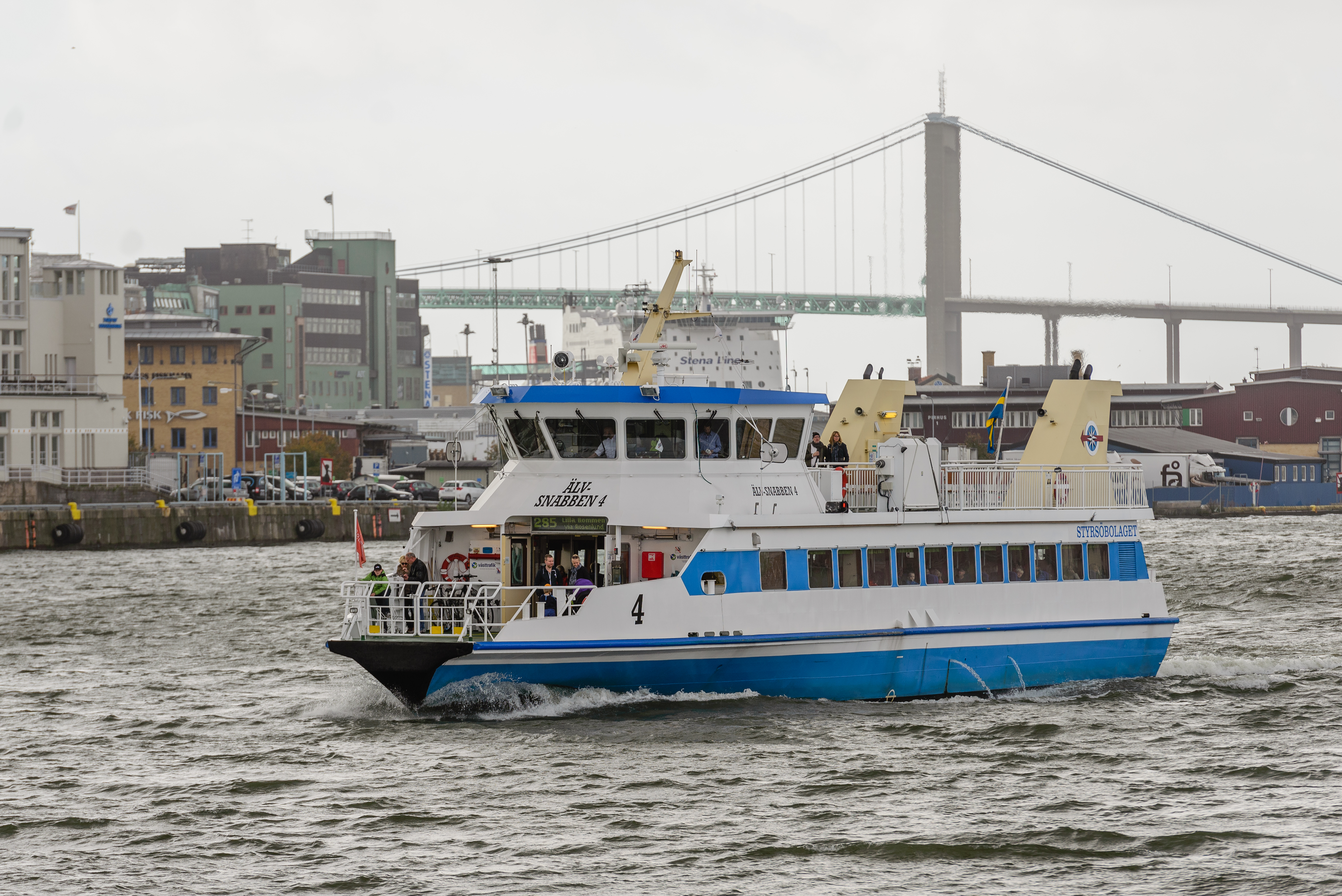
Älv-Snabben 4 med Älvsborgsbron i bakgrunden.

Älvsnabben är en färjelinje som sedan början av 1990-talet trafikerar Göta älv i Göteborg. Älvsnabben körs av Styrsöbolaget på uppdrag av Västtrafik, och har tidtabellsnummer 285-287.

## Historik
Älvsnabbens trafik inleddes den 2 maj 1990 och trafikerades med fartygen Älv-Snabben 1 och Älv-Snabben 2, vilka tog 54 passagerare vardera. På delar av sträckan mellan Lilla Bommen och dåvarande slutstationen Eriksberg fick båtarna hålla 18 knop. År 1991 förlängdes linjen till Klippan. Då trafiken ökade uppgraderades båtarna till 100 passagerare och fartyget Disa sattes in som extrafartyg. År 1993 kompletterades trafiken med Älv-Snabben 3. Älv-Snabben 4 och Älv-Snabben 5 sattes i trafik 1994–1995, varvid de två första fartygen såldes.

## Linjesträckning

### 285
Den klassiska Älvsnabbenlinjen förbinder de båda sidorna av Göta älv genom att sick-sacka mellan fastlandet och Hisingen på partiet mellan Hissingsbron och Älvsborgsbron. Hållplatserna är Lilla Bommen, Stenpiren (tidigare Rosenlund), Lindholmspiren, Slottsberget, Eriksberg och Klippan. Från och med december 2025 avvecklas Slottsberget och Lilla Bommen.
Linjen är en del av Västrafiks utbud och med samma biljettsystem som övrig kollektivtrafik i Göteborg, zon A. För att förtydliga detta har Västtrafik infört ett system med flaggor med olika färger. På linje 285 som är avgiftsbelagd är flaggorna orange, på de avgiftsfria linjerna används gröna flaggor. 

### 286
Linje 286 trafikerar Stenpiren och Lindholmspiren, den trafikeras alla dagar i veckan. Sedan 2011 är linjen avgiftsfri och finansieras av Göteborgs stad. På denna linje är flaggorna gröna.

### 287
Sedan Maj 2024 trafikeras även linje 287 som går mellan Stenpiren och Lundbystrand på Hisingen, inte långt från TV-huset i Göteborg. Linjen trafikeras endast på vardagar mellan 06:30-19:00 och är också den avgiftsfri på samma sätt som linje 286, och flaggorna är därför gröna.

## Fartygen

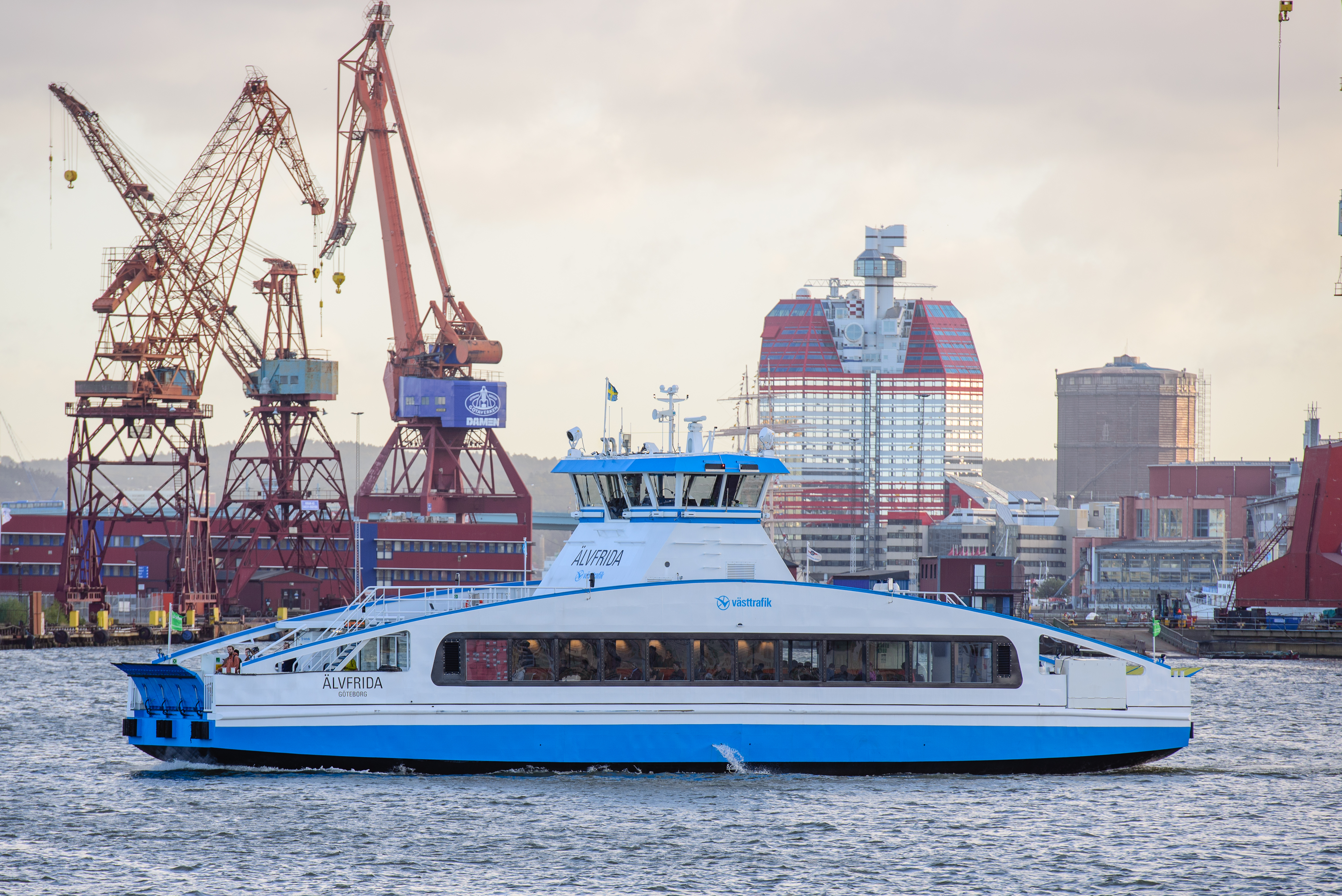
Älvfrida.

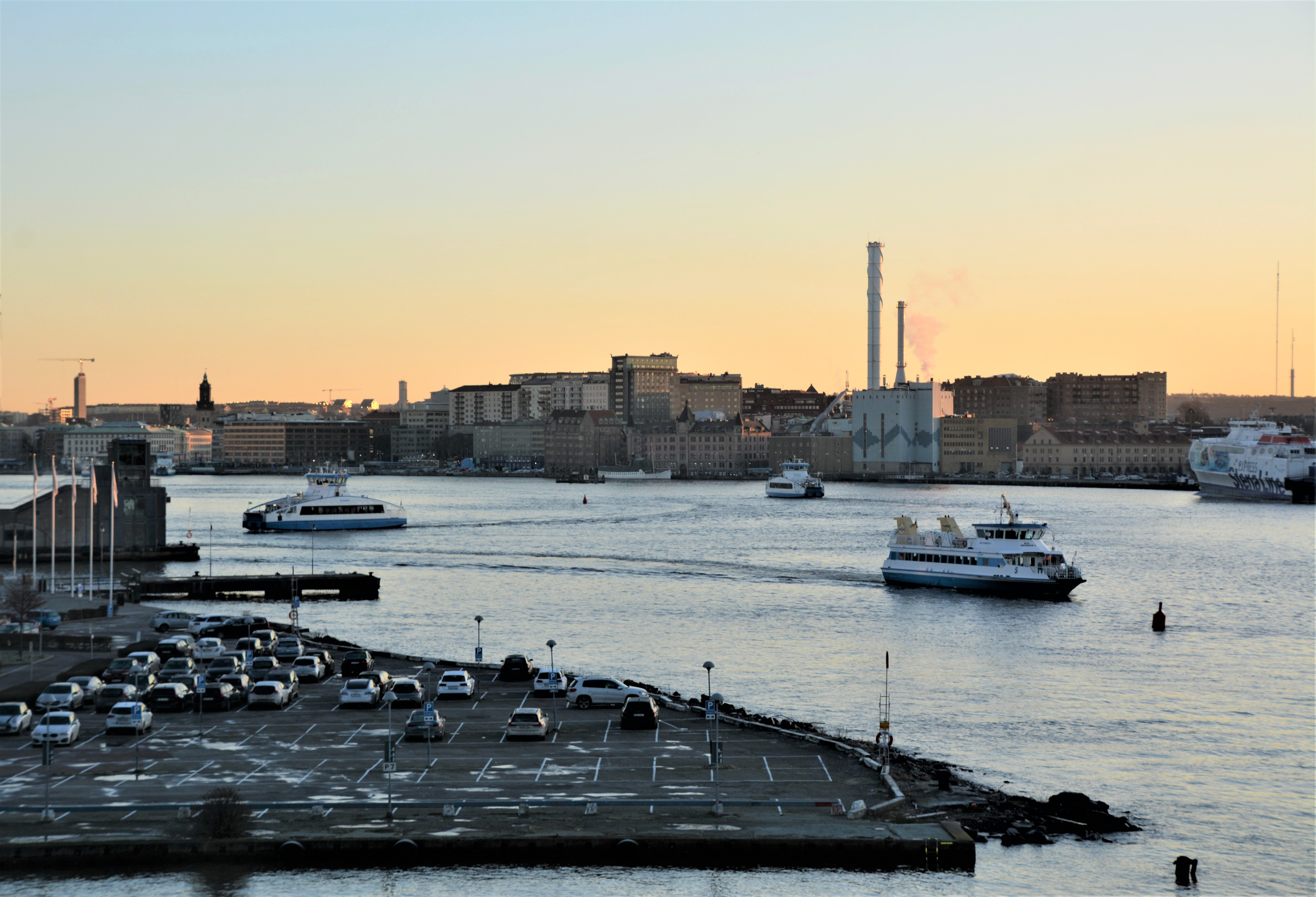
Färjorna Elvy, Älvfrida och Älv-Snabben 5 på väg till och från Lindholmenspiren en decembermorgon 2019.

Älvsnabben trafikeras med fartygen Älv-Snabben 4 och Älv-Snabben 5, medan Älv-Snabben 3 utgör reservfartyg. Älvsnabbare trafikeras med fartygen Älveli, Älvfrida och Älv-Vira.
- Älv-Snabben 3: Fartyget tar 298  passagerare och har 134 sittplatser.[7]
- Älv-Snabben 4: Fartyget tar 448 passagerare och har 158 sittplatser i salongen.[8]
- Älv-Snabben 5: Elfärja som tar 448 passagerare och har 158 sittplatser i salongen.[9]
- Skarven: Fartyget tar 298 passagerare och har 195 sittplatser i salongerna.[10]
- Älv-Vira: Fartyget tar 300 passagerare och har 34 sittplatser.[11]
- Älveli: Fartyget tar 298 passagerare och 80 cyklar.[12]
- Älvfrida: Fartyget tar 298 passagerare och 80 cyklar.[12]
- Elvy, elhybridfärja för fyra timmars eldrift. Den tar 300 passagerare och 80 cyklar.
- Eloise, elfärja som tar 298 passagerare och 80 cyklar.[13]

År 2015 sattes två nya fartyg i trafik för Älvsnabbare, Älveli och Älvfrida som ägs av Västtrafik, och 2019 hybridfärjan Elvy. Fartygen tar 298 passagerare och 80 cyklar i en genomgående salong vilket gör att de slipper vända efter avgång. De har en maxhastighet på 11 knopvilket också är maxhastighet för båtar på Göta älv. Dessa bägge är försedda med ett dieselelektriskt maskineri och förberedda för att efter modifiering kunna drivas helt eller delvis med batterikraft.
Eloise togs i drift den 13 juni 2022. Batteriets kapacitet är 25 procent effektivare än det på färjan Elvy.